# Broadway – Lafayette Street
Broadway – Lafayette Street – stacja metra nowojorskiego, na linii B, D, F i M. Znajduje się w dzielnicy Manhattan, w Nowym Jorku i zlokalizowana jest pomiędzy stacjami West Fourth Street – Washington Square, Grand Street, Second Avenue i Delancey Street - Essex Street. Została otwarta 1 stycznia 1936.